# Rythme delta
Pour les articles homonymes, voir ondes (homonymie).

Diagramme de rythme delta.

Le rythme delta ou onde delta est un des rythmes cérébraux ou oscillations électroencéphalographiques résultant de l'activité électrique du cerveau durant le someil lent (NREM stage 3). Ce rythme correspond à une plage de fréquences ne dépassant pas 4 Hz.

## Fonction
Le rythme delta est principalement celui de l'endormissement du jeune enfant : il diminue après cinq ans. D'aspect sinusoïdal plus ou moins diffus, il peut être visible dès l'âge de six mois et même avant.

## Dans la culture populaire

### Audiovisuel
- Dans l’univers science-fictif de la série d’animation Futurama, le protagoniste Philip J. Fry se révèle être un cas unique d’Humain au cerveau « dénué » de ces ondes (à cause d’une « anomalie génétique ») ce qui, dans sa diégèse, l’immuniserait contre certains types de pouvoirs mentaux et autre manipulation surnaturelle.